# Исаенко, Иван Данилович
Иван Данилович Исаенко (7 июля 1918 — 26 мая 2006) — советский хозяйственный и военный деятель, генерал-полковник.

## Биография
Родился в 1918 году в селе Палиевка. Член КПСС.
С 1938 года — на военной службе, общественной и политической работе. В 1939—1988 гг. — начальник продовольственной службы 89-й стрелковой дивизии, инженер продовольственной службы 20-й армии, в партизанском отряде, начальник инспекции Уппродснаба 1-го Белорусского фронта, заместитель начальника, начальник продовольственной службы ГСВГ, начальник продовольственной службы Белорусского военного округа, начальник инспекции Управления продовольственного снабжения Министерства обороны, начальник отдела, председатель технического комитета, заместитель начальника Управления продовольственного снабжения Министерства обороны, заместитель начальника, начальник Центрального продовольственного управления МО СССР.
Умер  в Москве 26 мая 2006 года.